# Escolas Públicas de Chelsea
As Escolas Públicas de Chelsea (Chelsea Public Schools) é um distrito escolar de Massachusetts. Tem a sua sede em Chelsea. O superintendente do distrito escolar é a Dr. Mary Bourque.
Em 2014 inscreveram-se muitos novos imigrantes estudantes. Muitos destes eram de El Salvador, Guatemala e Honduras, e eram imigrantes irregulares.

## Escolas
- Escola Superior de Chelsea (Chelsea High School)[4]
- Escolas médias:[5]
  - Joseph A. Browne
  - Clarke Avenue
  - Eugene Wright
- Escolas básicas:[6]
  - William A. Berkowitz
  - Edgar F. Hooks
  - George F. Kelly
  - Frank M. Sokolowski
- Centro de Educação pré-escola John Silber[7]